# Marco Númio Albino Tritúrrio
Marco Númio Albino Tritúrrio (em latim: Marcus Nummius Albinus signo Triturrius) foi um oficial romano do século IV, ativo durante o reinado conjunto dos imperadores Constâncio II (r. 337–361) e Constante I (r. 337–350). Nada se sabe sobre seu parentesco, exceto que era pai de Númio Secundo.
Sua carreira, por outro lado, é conhecida através de uma inscrição (CIL VI, 1748): um homem claríssimo, foi questor candidato, pretor urbano, conde doméstico da primeira ordem e duas vezes cônsul. Seu segundo consulado, como cônsul posterior, ocorreu em 345 e teve como colega Flávio Amâncio. Seu primeiro consulado, ocorrido em alguma data antes de 345, foi sugerido pelos autores da PIRT como tendo sido sufecto.